# Còlob negre
El còlob negre (Colobus satanas) és un mico del Vell Món del gènere Colobus. Hi ha gent que el consideren com el més primitiu dels còlobs. El còlob negre té la pell negra coberta per un llarg pelatge, també negre, i una llarga cua negra. Els mascles poden pesar fins a 11 kg.